# Las Vegas Bowl 2018
Match précédent Match suivant
Le Las Vegas Bowl 2018 est un match de football américain de niveau universitaire joué après la saison régulière de 2018, le 15 décembre 2018 au Sam Boyd Stadium de Whitney dans l'État du Nevada aux États-Unis.
Il s'agit de la 27e édition du Las Vegas Bowl.
Le match met en présence l'équipe des Sun Devils d'Arizona State issue de la Pacific-12 Conference et l'équipe des Bulldogs de Fresno State issue de la Mountain West Conference.
Il débute à 15 h 30, heure locale et est retransmis à la télévision par ESPN.
Sponsorisé par la société Mitsubishi, le match est officiellement dénommé le 2018 Mitsubishi Motors Las Vegas Bowl.
Les Bulldogs de Fresno state remportent le match 31 à 20.

## Présentation du match
Il s'agit de la 4e rencontre entre ces deux équipes.
Arizona State a remporté les trois premières rencontres :
| Date             | Vainqueur     | Score  | Perdant      | Lieu       | Compétition |
| ---------------- | ------------- | ------ | ------------ | ---------- | ----------- |
| 7 novembre 1931  | Arizona State | 7 - 0  | Fresno State | Fresno, CA | Championnat |
| 4 novembre 1933  | Arizona State | 21 - 7 | Fresno State | Tempe, AZ  | Championnat |
| 20 novembre 1941 | Arizona State | 26 - 7 | Fresno State | Fresno, CA | Championnat |

| Équipes                                                                                              | Conférences | Entraîneurs       | Stats. saison rég. | Classements avant le bowl CFP-AP-Coaches |
| --- | ----------- | ----------------- | ------------------ | ---------------------------------------- |
| Sun Devils d'Arizona State                                                                           | Pac-12      | Herm Edwards (en) | 7 - 5              | NC - NC - NC                             |
| Bulldogs de Fresno State                                                                             | MWC         | Jeff Tedford (en) | 11 - 2             | #21 - #19 - #21                          |
| Arbitre : Charles Lamertina Équipe donnée favorite par les bookmakers : Fresno State par 3,5 points. |             |                   |                    |                                          |

### Sun Devils d'Arizona State
Avec un bilan global en saison régulière de 7 victoires et 5 défaites (5-4 en matchs de conférence), Arizona State est éligible et accepte l'invitation pour participer au Las Vegas Bowl de 2018.
Ils terminent 2e de la South Division de la Pacific-12 Conference derrière #20 Utah.
À l'issue de la saison 2018 (bowl non compris), ils n'apparaissent pas dans les classements CFP, AP et Coaches.
Il s'agit de leur 2e participation au Las Vegas Bowl. Ils avaient perdu le Las Vegas Bowl 2011 56 à 24 des œuvres des Broncos de Boise State.
| Poste       | Joueur        | Statistiques                                                     |
| ----------- | ------------- | ---------------------------------------------------------------- |
| Quarterback | Manny Wilkins | 228/362 passes réussies pour 2896 yards, 19 TDs, 4 interceptions |
| Coureur     | Eno Benjamin  | 277 courses pour 1524 yards nets gagnés et 15 TDs                |
| Receveur    | N'Keal Harry  | 73 réceptions pour 1088 yards et 9 TDs                           |

### Bulldogs de Fresno State
Avec un bilan global en saison régulière de 11 victoires et 2 défaites (7-1 en matchs de conférence), Fresno State est éligible et accepte l'invitation pour participer au Las Vegas Bowl de 2018.
Ils terminent 1er de la West Division de la Mountain West Conference et remportent ensuite la finale de conférence 19 à 16 contre les Broncos de Boise State.
À l'issue de la saison 2018 (bowl non compris), ils apparaissent au 21e rang des classements CFP et Coaches et au 19e rang du classement AP.
Il s'agit de leur 3e participation au Las Vegas Bowl :
| Dates            | Saisons | Adversaires | Scores  | Résultats |
| ---------------- | ------- | ----------- | ------- | --------- |
| 18 décembre 1999 | 1999    | Utah        | 17 - 16 | D : 0 - 1 |
| 21 décembre 2013 | 2013    | USC         | 45 - 20 | D : 0 - 2 |

| Poste       | Joueur           | Statistiques                                                     |
| ----------- | ---------------- | ---------------------------------------------------------------- |
| Quarterback | Marcus McMaryion | 278/398 passes réussies pour 3453 yards, 25 TDs, 3 interceptions |
| Coureur     | Ronnie Rivers    | 108 courses pour 531 yards nets gagnés et 8 TDs                  |
| Receveur    | KeeSean Johnson  | 93 réceptions pour 1307 yards et 8 TDs                           |

## Résumé du match
Résumé et photo sur la page du site francophone The Blue Pennant.
Début du match à 12 h 36, fin à 15 h 58 pour une durée totale de jeu de 3 h 22 min.
Températures de 13 °C, ciel légèrement nuageux.
| QT          | Temps       | Drive       | Drive       | Drive       | Équipe      | Description de l'action | Score | Score |
| QT          | Temps       | Jeux        | Yards       | TDP         | Équipe      | Description de l'action | ASU   | FRES  |
| ----------- | ----------- | ----------- | ----------- | ----------- | ----------- | --- | ----- | ----- |
| 1           | 07:02       | 7           | 45          | 02:43       | FRES        | FG de 39 yards par K Asa Fuller | 0     | 3     |
| 1           | 04:58       | 5           | 29          | 02:04       | FRES        | TD à la suite d'une interception retournée sur 70 yards par DB Anthoula Kelly + 1 point de conversion par K Asa Fuller                | 0     | 10    |
| 1           | 01:25       | 9           | 65          | 03:33       | ASU         | TD de 3 yards par WR Kyle Williams à la suite d'une réception de passe de QB Manny Wilkins + 1 point de conversion par K Brandon Ruiz | 7     | 10    |
| 2           | 12:43       | 8           | 58          | 02:28       | ASU         | TD à la suite d'une course de 17 yards par RB Eno Benjamin + 1 point de conversion par K Brandon Ruiz                                 | 14    | 10    |
| 2           | 08:03       | 9           | 75          | 04:40       | FRES        | TD à la suite d'une course de 10 yards par QB Marcus McMaryion + 1 point de conversion par K Asa Fuller                               | 14    | 17    |
| 2           | 00:51       | 17          | 72          | 07:12       | ASU         | FG de 20 yards par K Brandon Ruiz | 17    | 17    |
| 3           | 05:33       | 7           | 13          | 04:10       | ASU         | FG de 44 yards par K Brandon Ruiz | 20    | 17    |
| 3           | 01:00       | 4           | 80          | 00:59       | FRES        | TD à la suite d'une course de 68 yards par RB Ronnie Rivers + 1 point de conversion par K Asa Fuller                                  | 20    | 24    |
| 4           | 05:19       | 7           | 55          | 03:19       | FRES        | TD à la suite d'une course de 55 yards par RB Ronnie Rivers + 1 point de conversion par K Asa Fuller                                  | 20    | 31    |
| Score final | Score final | Score final | Score final | Score final | Score final | Score final | 20    | 31    |

## Statistiques
| Nom           | Équipe       | Poste |
| ------------- | ------------ | ----- |
| Ronnie Rivers | Fresno State | RB    |

| Statistiques                           | ASU                                                   | FRES                                                  |
| -------------------------------------- | ----------------------------------------------------- | ----------------------------------------------------- |
| 1er down                               | 18                                                    | 18                                                    |
| 1er down à la course                   | 11                                                    | 11                                                    |
| 1er down à la passe                    | 7                                                     | 7                                                     |
| 1er down suite pénalité                | 0                                                     | 0                                                     |
| Conversion de 3e down                  | 8/18                                                  | 4/10                                                  |
| Conversion de 4e down                  | 1/1                                                   | 0/0                                                   |
| Jeux–yards                             | 69 jeux pour 293 yards                                | 64 jeux pour 436 yards                                |
| Yards à la course                      | 38 courses pour 164 yards moyenne de 4,3 yards/course | 35 courses pour 260 yards moyenne de 7,4 yards/course |
| Yards à la passe                       | 129                                                   | 176                                                   |
| Passes : Réussies-Tentées-Interceptées | 19/31 passes complétées, 2 interceptions              | 15/29 passes complétées, 2 interceptions              |
| Réussite en zone rouge/chances         | 3/3                                                   | 2/2                                                   |
| TD                                     | 2                                                     | 4                                                     |
| Field Goals                            | 2/2                                                   | 1/1                                                   |
| Sacks (Nombre-Yards)                   | 0/0                                                   | 1 pour 6 yards adverses perdus                        |
| Fumbles (Nombre/Perdus)                | 0/0                                                   | 1/1                                                   |
| Pénalités (Nombre/Yards perdus)        | 3 pour 20 yards perdus                                | 3 pour 20 yards perdus                                |
| Temps de possession                    | 31:01                                                 | 29:59                                                 |

| Quarterbacks        | Quarterbacks     | Quarterbacks                                                                               |
| ------------------- | ---------------- | ------------------------------------------------------------------------------------------ |
| ASU                 | Manny Wilkins    | 19/31 passes complétées, 129 yards, 2 interceptions, 1 TD, 1 sack subi, évaluation QB=94   |
| FRES                | Marcus McMaryion | 15/29 passes complétées, 176 yards, 2 interceptions, 0 TD, 0 sack subi, évaluation QB=88,9 |
| Meilleurs coureurs  |                  |                                                                                            |
| ASU                 | Eno Benjamin     | 23 courses pour 118 yards nets gagnés, 1 TD, moyenne de 5,1 yards/course                   |
| FRES                | Ronnie Rivers    | 24 courses pour 212 yards nets gagnés, 2 TDs, moyenne de 8,8 yards/course                  |
| Meilleurs receveurs |                  |                                                                                            |
| ASU                 | Brandon Aiyuk    | 9 réceptions pour 61 yards gagnés, 0 TD                                                    |
| FRES                | Jared Rice       | 4 réceptions pour 40 yards gagnés, 0 TD                                                    |
| Meilleurs tacklers  |                  |                                                                                            |
| ASU                 | Darien Butler    | 10 tacles dont 3 en solo                                                                   |
| FRES                | J. Allison       | 11 tacles dont 6 en solo, ½ TFL                                                            |